# Marcus Licinius Celer Nepos
Marcus Licinius Celer Nepos war ein im 2. Jahrhundert n. Chr. lebender römischer Politiker.
Durch Militärdiplome ist belegt, dass Nepos am 20. August 127 zusammen mit Quintus Tineius Rufus Suffektkonsul war; die beiden übten dieses Amt vom 1. Mai bis zum 30. September aus. Durch eine Inschrift, die auf 139 datiert wird, ist Nepos als Arvalbruder nachgewiesen.